# Gracin Bakumanya
Gracin Bakumanya, né le 27 juillet 1997 à Kinshasa en République démocratique du Congo, est un joueur congolais de basket-ball. Il évolue au poste de pivot.